# Vestas
Vestas è un'azienda danese che progetta, fabbrica e commercializza turbine eoliche. Fondata come fabbrica di elettrodomestici nel 1945 da Peder Hansen, nella piccola città di Lem, con il nome di Vestjysk Stålteknik A/S, l'azienda proseguì fabbricando attrezzature agricole nel 1950, intercoolers nel 1956, gru idrauliche nel 1968 e cominciò a costruire turbine eoliche nel 1979.
Nel 2003 la compagnia si fuse con la danese NEG Micon (anch'essa produttrice di turbine eoliche) dando vita alla più grande compagnia di costruzione di pale eoliche al mondo, sotto il nome di Vestas Wind Systems A/S.
Vestas ha installato turbine eoliche in 60 stati e ha più di 21.000 impiegati.
Nel 2022, l'azienda ha annunciato un partenariato con la tedesca Max Bögl per la realizzazione della turbina eolica onshore più alta del mondo, avente un'altezza del mozzo pari a 199 metri.

## Prodotti
(il numero dopo la V indica in metri il diametro del rotore)
- V12 22 kW
- V15 55 kW
- V17 75 kW
- V19 90 kW
- V20 100 kW
- V25 200 kW
- V27 225 kW
- V29 225 kW
- V34 400 kW
- V44 600 kW
- V47 200 kW
- V47 660 kW
- V52 850 kW
- V66 1.65 MW
- V80 1.8 MW
- V80 2 MW
- V82 1.5 MW
- V82 1.65 MW
- V90 1.8 MW
- V90 2 MW
- V90 3 MW
- V100 1.8 MW
- V100 2 MW
- V100 2.6 MW
- V112 3 MW
- V112 3.3 MW
- V117 3.3 MW
- V126 3 MW
- V126 3.3 MW
- V126 3.45 MW
- V126 3.6 MW
- V136 3.3 MW
- V136 3.45 MW
- V136 4.2 MW
- V150 4.2 MW
- V150 5.6 MW
- V164 8 MW
- V164 9.5 MW
- V164 10 MW
- V236 15.0 MW (alta 115 metri)[7]: al 2022, è la turbina per eolico offshore più alta e più potente al mondo, dopo il modello da 123 metri prodotto dalla Lianzhong Composites Group Co., Ltd. (LZ Blades). Sarà prodotta negli stabilimenti di Nakskov e di Taranto.[8] È anche la turbina industriale più potente al mondo.[9] Il record è stato battuto dal prototipo H260-18MW della China State Shipbuilding Corporation che monta un rotore di 260 metri di diametro e una potenza di 18 MW.[10]